# Scindapsus lucens
Scindapsus lucens är en kallaväxtart som beskrevs av Josef Bogner och Peter Charles Boyce. Scindapsus lucens ingår i släktet Scindapsus och familjen kallaväxter. Inga underarter finns listade.